# Élections générales britanniques de 1806
Les élections générales britanniques de 1806 se sont déroulées du 29 octobre au 17 décembre 1806. Ces élections sont remportées par le Parti whig.